# Nadia Vonderheyden
Nadia Vonderheyden est une comédienne de théâtre et metteuse en scène française, née le 22 février 1967 à Alger et morte le 11 avril 2025 à Paris.

## Biographie
Nadia Vonderheyden nait le 22 février 1967 à Alger.
Après s'être intéressée durant sa jeunesse au dessin, à la danse et à la philosophie, elle fait  à dix-huit ans la rencontre décisive du metteur en scène Didier-Georges Gabily, et intègre son collectif, le groupe T’chan’G, aux côtés notamment de Jean-François Sivadier, Nicolas Bouchaud ou Catherine Beaugué, qui deviennent des amis. Le groupe se sépare à la mort de Gabily, en 1996.
Elle joue alors dans les premiers spectacles de Stéphane Braunschweig, la trilogie Les Hommes de neige, entre 1989 et 1991.
Elle travaille ensuite, à partir de 1991, dans la troupe du Théâtre du Radeau, dirigée par François Tanguy. Avec ce dernier, elle joue dans les spectacles Le Chant du bouc (1991), Choral (1993) et La bataille du Tagliamento (1996),.
Dans les années 2000, elle retrouve ses anciens compagnons du groupe T’chan’G à travers une importante collaboration avec Jean-François Sivadier, sous la direction duquel elle joue sept spectacles. Avec lui, elle joue entre autres dans Le Mariage de Figaro, de Beaumarchais; La Vie de Galilée de Brecht; Le Roi Lear de Shakespeare; La Dame de chez Maxim de Feydeau; ou Un ennemi du peuple d'Ibsen. 
Impressionnant le public aussi bien qu'elle le fait rire, elle est saluée pour sa dualité tragi-comique. De sa personnalité d'actrice, on a aussi souligné sa voix éraillée qui impressionne,,. Pour Jean-François Sivadier, « elle connaissait la manière de faire trembler une salle mais elle avait aussi trouvé le clown en elle ».
Nadia Vonderheyden enseigne le théâtre et est entre autres recrutée comme pédagogue à l'école du Théâtre national de Bretagne par Stanislas Nordey, ainsi qu'à l' École Régionale d'Acteurs de Cannes-Marseille ( ERACM).
Elle est également metteuse en scène, souvent à l'occasion de travaux avec des élèves, contexte dans lequel elle monte notamment Gibiers du temps de Gabily. En 2011 elle monte La Fausse suivante de Marivaux,,. Attachée à l'écriture de Danielle Collobert, elle présente en 2016 son dernier spectacle, S’en sortir, d'après des textes de cette dernière.
Elle meurt le 11 avril 2025 à Paris.

## Théâtre

### Comédienne[4]
- 1989 : Tambours dans la nuit d'après Bertolt Brecht, mise en scène Stéphane Braunschweig
- 1991 : Chant du bouc, mise en scène François Tanguy
- 1991 : Don Juan revient de guerre d'après Ödön von Horváth, mise en scène Stéphane Braunschweig
- 1993 :  Choral, mise en scène François Tanguy
- 1996 :  Bataille du Tagliamento, mise en scène François Tanguy
- 2000  : La Folle Journée ou le Mariage de Figaro, de Beaumarchais mise en scène Jean-François Sivadier
- 2002  : La Vie de Galilée de Bertolt Brecht, mise en scène Jean-François Sivadier
- 2003  : Italienne, scène et orchestre de Jean-François Sivadier, mise en scène Jean-François Sivadier

- 2007  : Le Roi Lear de William Shakespeare, mise en scène Jean-François Sivadier
- 2009  : La Dame de chez Maxim de Georges Feydeau, mise en scène Jean-François Sivadier
- 2011 :  Noli me tangere de Jean-François Sivadier, mise en scène Jean-François Sivadier

- 2012 : La Fausse Suivante ou le Fourbe puni de Marivaux, mise en scène Nadia Vonderheyden
- 2016 : S'en sortir de Danielle Collobert, mise en scène Nadia Vonderheyden
- 2020 : Un ennemi du peuple de Henrik Ibsen, mise en scène Jean-François Sivadier

### Metteuse en scène[4]
- 2003 :  Gibiers du temps de Didier-Georges Gabily
- 2005 : Médée de Sénèque
- 2012 : La Fausse Suivante ou le Fourbe puni de Marivaux
- 2014 : La Maison / Les Petites Chambres / Les Draps, d'après Arzé Khodr (La Maison), Wael Kadour (Les Petites Chambres) et Amira Géhanne Khalfallah (Les Draps)
- 2016 : S'en sortir de Danielle Collobert
- 2018 : À la recherche du soulier,  d'après Paul Claudel, co-mise en scène de six metteuses en scène pour 55 comédiens amateurs